# Directive Première
 (novembre 2024).
Si vous disposez d'ouvrages ou d'articles de référence ou si vous connaissez des sites web de qualité traitant du thème abordé ici, merci de compléter l'article en donnant les références utiles à sa vérifiabilité et en les liant à la section « Notes et références ».
La Directive Première (Prime Directive) est l'application à l'univers de fiction de Star Trek du principe de quarantaine galactique. Les règles de Starfleet au sein de la Fédération des planètes unies (UFP) sont les Ordres Généraux auxquels tous les Officiers de Starfleet se réfèrent. 
La première mention de cette directive est faite dans l'épisode 22 de la saison 1, Le Retour des Archons (1967).

## Principe de la Directive Première
Selon cette directive, la Fédération des planètes unies n'est pas supposée interférer dans le développement des autres espèces de l'univers tant que celles-ci ne sont pas parvenues par leurs propres moyens à voyager plus rapidement que la lumière. Et même alors, la Fédération n'interviendra qu'à la demande expresse des peuples concernés.
C'est une « directive » dans le sens où elle indique une « direction » générale, mais son application doit se faire au cas par cas. Ainsi, de nombreux épisodes de la série tournent autour des problèmes d'application de la Directive Première ou des conséquences de son non-respect (comme la contamination culturelle, par exemple). Ainsi, faut-il empêcher une catastrophe naturelle d'anéantir une espèce entière ? Faut-il fournir à un peuple le vaccin qui le sauverait alors qu'une autre espèce émergente vit sur la même planète ? Et comment réagir lorsque la Fédération est impliquée malgré elle ? Doit-elle rester neutre, prendre parti ou tenter de maintenir l'équilibre des forces ?
À ce premier principe, la série a ajouté au fil des épisodes le concept de « Directive Première Temporelle », qui consiste à ne pas modifier le passé ni à tirer profit d'une éventuelle connaissance du futur. Le temps est le grand enjeu de la cinquième série Star Trek: Enterprise, durant laquelle se déroule une « guerre froide temporelle ».

## Les autres directives
Si la Directive Première est souvent invoquée dans les séries et films de Star Trek, on sait rarement qu'elles sont au nombre de 24, dont une fut abrogée, et qu'une 25e — secrète — est d'accès réservé aux plus hauts gradés.
- 2

Pour aucune considération, même pour protéger sa propre vie ou celle de son équipage, un officier ne doit faire de mal à une créature intelligente.
Un manquement à cette Directive n'est toléré que si la Directive Première serait autrement violée.
- 3

Il est du devoir d'un officier d'utiliser tous les appareils sous son commandement pour protéger la vie d'un être intelligent, même si ceci devait mettre en danger lui-même ou son vaisseau.
Si un être intelligent est blessé à cause d'un officier qui a ou n'a pas agi, ceci est considéré l'égal de la violation de la Directive 2.
- 4

Un officier doit suivre les ordres d'un supérieur du mieux qu'il peut, à moins que ceux-ci ne mènent à une violation des Première, Deuxième ou Troisième Directives. [réf. souhaitée]
- 5

Un officier doit utiliser tout en son pouvoir pour protéger la sécurité de Starfleet, la Fédération des Planètes Unies, ses mondes membres et leurs représentants, à moins que ceci ne viole les Directives 1 à 4. [réf. souhaitée]
- 6

Si tout le personnel à bord d'un vaisseau est mort ou deviendrait incapable d'agir durant une période de 24 heures, le vaisseau doit être détruit pour empêcher d'autres formes de vie ou d'autres vaisseaux d'être contaminés. [réf. souhaitée]
- 7

Abrogée.
Anciennement : Sous aucune considération ou circonstance, même en cas d'urgence, un vaisseau de la Fédération ne doit approcher de Talos IV. Ignorer cette Directive encourt la peine de mort. [réf. souhaitée]
- 8

Aucun vaisseau de la Fédération n'a la permission d'entrer dans l'Empire Romulien, à moins que ce ne soit justifié par l'une des Directives 1 à 5. [réf. souhaitée]
Cette Directive fut modifiée en 2297 : « Territoire Klingon » fut enlevé.[précision nécessaire]
- 9

Aucun vaisseau de la Fédération n'a la permission de visiter une planète ou un système d'étoiles qui a été mis en quarantaine par la Fédération des Planètes Unies, à moins que ce ne soit rendu nécessaire par les Directives 1 à 5. [réf. souhaitée]
- 10

Un officier de Starfleet est responsable sous les lois et ordres de la Fédération des Planètes Unies, ses mondes membres et leurs représentants, incluant Starfleet.
Il est sujet à toute poursuite légale par les autorités qui sont sous les lois mentionnées.
- 11

Un officier de Starfleet doit respecter les contrats et les liens faits par la Fédération des Planètes Unies et de ses mondes membres, et doit donner de l'aide si les signataires de ces contrats ou liens le demandent.
- 12

Quand on approche d'un vaisseau et qu'aucune communication n'a été faite ou n'est possible, les procédures de sécurité doivent être respectées.
- 13

Alors qu'il porte l'uniforme de Starfleet, un officier a l'interdiction de donner des informations ou une aide  équivalente aux ennemis de la Fédération ou à des groupes qui représentent un danger pour la Fédération, ses mondes membres ou leurs représentants.
- 14

Un officier ne doit jamais agir de façon inconvenante ou indécente, ou avoir un agissement offensif ou immodeste envers d'autres formes de vie.
- 15

Aucun officier général n'ira faire une mission dans une zone dangereuse sans être protégé par une escorte.
- 16

Un officier peut être condamné par au moins trois officiers commandants pour un crime qui viole les Directives de Starfleet ou les lois de la Fédération.
- 17

En l'absence d'un officier commandant, s’il se fait tuer ou est reconnu inapte ou incapable, le plus haut officier de rang prend le commandement, même s’il n'appartient pas au personnel standard à bord.
- 18

Un officier n'a pas la permission de commencer ou de prendre part à une mutinerie contre ses supérieurs. La mutinerie sera jugée comme une violation de la 4e Directive.
- 19

Un officier peut être rappelé de son poste si à n'importe quel moment il est jugé incapable de remplir son devoir pour des raisons médicales ou psychologiques par l'officier médical du vaisseau ou par deux officiers commandants.
- 20

Les vaisseaux de la Fédération doivent porter secours et aide à tout vaisseau privé ou commercial enregistré à la Fédération  des Planètes Unies, et ils ont la permission de prendre des actions disciplinaires ou offensives contre tout vaisseau agissant illégalement ou étant hostile dans le territoire de la Fédération.
- 21

Un vaisseau de la Fédération n'a la permission de transporter aucune substance ou cargo qui est classifié comme illégal par la Fédération, ni une quantité illégale de substance ou cargo, ni des armes non enregistrées par le bureau de commerce de la Fédération.
Les formes de vie destructrices sont aussi considérées dans cet ordre. Les vaisseaux de la Fédération ont la permission de fouiller un vaisseau suspecté de recel et de confisquer tous biens illégaux.
- 22

Au contact d'une planète qui ne fait aucun progrès dans son évolution ou qui est sous le contrôle d'étrangers, un officier a la permission de faire des changements dans la structure sociale dans le but de diriger la planète sur le chemin d'une civilisation technologique.
Tout mauvais usage de cet Ordre Général est considéré comme une violation de la Directive Première.
- 23

La destruction d'une ou de plusieurs formes de vie intelligentes n'est permise que pour empêcher la violation de la Directive Première, et aussi et seulement s’il n'y a aucune autre façon de prévenir cette violation.
Tout mauvais usage de cette Directive est considéré comme une violation de la Deuxième directive.
- 24

La destruction de toute vie intelligente à la surface d'une planète est permise seulement si les habitants de cette planète ont violé sévèrement la Directive Première. Une telle action ne peut être ordonnée que par un officier commandant qui a un rang de Capitaine ou supérieur. Cet officier est entièrement responsable de cette action.
Tout mauvais usage de cet Ordre Général est considéré comme une violation de la Directive Première.
- La Directive Oméga

TOP SECRET
ACCÈS RÉSERVÉ AUX OFFICIERS DE RANG DE CAPITAINE OU SUPÉRIEUR
Directive Oméga
Les particules Oméga, à cause de leur nature potentiellement destructive du sous-espace (subespace), sont une menace pour les civilisations de niveau spatial. Pour cette raison, toutes les particules Oméga trouvées par Starfleet doivent être détruites.
Cette Directive est prioritaire sur toutes les autres, les officiers sont autorisés à violer la Directive Première si cela s'avère nécessaire.
Cette directive apparaît dans VOY, Saison 4, Épisode 21 : La Directive Oméga.